# Nevado Ishinca
El Nevado Ishinca o simplement Ishinca és una muntanya de la Cordillera Blanca, una secció dels Andes peruans. Es troba a la regió d'Ancash i el seu cim s'eleva fins als 5.530 msnm. És una de las muntanyes més visitades de la Cordillera Blanca.
La primera ascensió documentada es va dur a terme el 1954 per un gran equip peruà per l'aresta sud-oest. És un cim emprat habitualment com a aclimatació de cara a afrontar alguns cims propers més elevats.